# Paul Shan Kuo-hsi
Paul Shan Kuo-hsi (單國璽S; Puyang, 3 dicembre 1923 – Nuova Taipei, 22 agosto 2012) è stato un cardinale e vescovo cattolico cinese.

## Biografia
Nacque a Puyang, in Cina, il 3 dicembre 1923. Sacerdote dal 18 marzo 1955, ricevette la consacrazione episcopale il 14 febbraio 1980.
Dal 15 novembre 1979 al 4 marzo 1991 fu vescovo di Hwalien, dal 4 marzo 1991 al 5 gennaio 2006 vescovo di Kaohsiung.
Dal 1987 al 2006 ricoprì anche l'incarico di presidente della Conferenza Episcopale Cinese.
Papa Giovanni Paolo II lo elevò al rango di cardinale nel concistoro del 21 febbraio 1998.
Il 3 dicembre 2003 perse il diritto al voto al conclave per il raggiungimento degli 80 anni d'età.
Morì a Nuova Taipei il 22 agosto 2012 all'età di 88 anni per un tumore ai polmoni. È sepolto nel cimitero diocesano di Kaohsiung.

## Genealogia episcopale e successione apostolica
La genealogia episcopale è:
- Cardinale Scipione Rebiba
- Cardinale Giulio Antonio Santori
- Cardinale Girolamo Bernerio, O.P.
- Arcivescovo Galeazzo Sanvitale
- Cardinale Ludovico Ludovisi
- Cardinale Luigi Caetani
- Cardinale Ulderico Carpegna
- Cardinale Paluzzo Paluzzi Altieri degli Albertoni
- Papa Benedetto XIII
- Papa Benedetto XIV
- Papa Clemente XIII
- Cardinale Marcantonio Colonna
- Cardinale Giacinto Sigismondo Gerdil, B.
- Cardinale Giulio Maria della Somaglia
- Cardinale Carlo Odescalchi, S.I.
- Cardinale Costantino Patrizi Naro
- Cardinale Serafino Vannutelli
- Cardinale Domenico Serafini, Cong. Subl. O.S.B.
- Cardinale Pietro Fumasoni Biondi
- Arcivescovo Mario Zanin
- Cardinale Paul Yü Pin
- Arcivescovo Matthew Kia Yen-wen
- Cardinale Paul Shan Kuo-hsi, S.I.

La successione apostolica è:
- Vescovo Bosco Lin Chi-nan (1993)
- Vescovo Philip Huang Chao-ming (1998)
- Arcivescovo John Hung Shan-chuan, S.V.D. (2006)